# Puchar Williama Jonesa
Puchar Williama Jonesa (oficjalna nazwa: R. William Jones Cup, chin. 威廉·瓊斯盃國際籃球邀請賽) – międzynarodowy turniej koszykarski, rozgrywany corocznie w Tajpej od 1977 roku.
Nosi imię Renato Williama Jonesa, propagatora koszykówki, jednego z założycieli Fédération Internationale de Basketball (FIBA). 
Został stworzony w 1975 roku, pierwsza edycja odbyła się dwa lata później. Podobnie jak turniej olimpijski oraz mistrzostw świata jest rozgrywany zarówno w kategorii mężczyzn, jak i kobiet. Do udziału w imprezie są zapraszane zespoły zawodowe, akademickie, szkół średnich (amerykańskich) oraz reprezentacje narodowe krajów z całego świata.
Turniej mężczyzn został odwołany w 1979, 1989 oraz w 2003 roku, w tym ostatnim z powodu epidemii SARS. Turniej kobiet nie odbył się w 1978, 1986, 1989, 2001 i 2003 roku.
Reprezentacja Polski mężczyzn wystąpiła w turnieju, w 1990 roku, zdobywając srebro. Był to jedyny występ polskiej męskiej kadry w historii imprezy.

## Turniej mężczyzn

### Medaliści
| Rok  | Mistrz                       | Wicemistrz                    | 3. miejsce                    |
| ---- | ---------------------------- | ----------------------------- | ----------------------------- |
| 1977 | American Challenger          | Eastern Washington            | Flying Camel                  |
| 1978 | American Buluside            | Korea Południowa              | American College              |
| 1979 | nie rozegrano                | nie rozegrano                 | nie rozegrano                 |
| 1980 | Szwecja                      | Stany Zjednoczone             | Panama                        |
| 1981 | Northern Consolidated Cement | Szwecja                       | Francja                       |
| 1982 | Stany Zjednoczone            | Kanada                        | Francja                       |
| 1983 | Vanderbilt University        | Murray International Metals   | Włochy                        |
| 1984 | Stany Zjednoczone            | Kanada                        | Holandia                      |
| 1985 | San Miguel Beer              | Stany Zjednoczone             | Szwecja                       |
| 1986 | Stany Zjednoczone            | Korea Południowa              | Japonia                       |
| 1987 | RFN                          | Stany Zjednoczone             | Australia                     |
| 1988 | Stany Zjednoczone            | Australia                     | Korea Południowa              |
| 1989 | nie rozegrano                | nie rozegrano                 | nie rozegrano                 |
| 1990 | Meksyk                       | Polska                        | A-10 All-Stars                |
| 1991 | Stany Zjednoczone            | ZSRR                          | Korea Południowa              |
| 1992 | Marathon Oil                 | USK Praga                     | Stany Zjednoczone             |
| 1993 | University of Hawaii         | Hung Kuo                      | Spartak                       |
| 1994 | Stany Zjednoczone            | Yulong                        | Węgry                         |
| 1995 | Stany Zjednoczone            | Słowacja                      | Hung Kuo                      |
| 1996 | Kanada                       | Rosja                         | Stany Zjednoczone             |
| 1997 | Kangoo Jumps                 | Lietuvos Rytas Wilno          | Guanghua                      |
| 1998 | Philippine Centennial Team   | Chińskie Tajpej               | Korea Południowa              |
| 1999 | Korea Południowa             | Chińskie Tajpej               | Nowa Zelandia                 |
| 2000 | Nowa Zelandia                | Korea Południowa              | Chińskie Tajpej               |
| 2001 | Chińskie Tajpej              | Korea Południowa              | Lokomotiw Nowosybirsk         |
| 2002 | Great Mates                  | University of Alberta         | Japonia                       |
| 2003 | nie rozegrano                | nie rozegrano                 | nie rozegrano                 |
| 2004 | Chińskie Tajpej (Biali)      | Kanada                        | Perth Wildcats                |
| 2005 | Passing Lane                 | Chińskie Tajpej               | Filipiny                      |
| 2006 | Athletes in Action           | Chińskie Tajpej               | Katar                         |
| 2007 | Jordania                     | Liban                         | Filipiny                      |
| 2008 | Jordania                     | Stany Zjednoczone             | Australia                     |
| 2009 | Iran                         | Jordania                      | Liban                         |
| 2010 | Iran                         | Liban                         | Japonia                       |
| 2011 | Iran                         | Korea Południowa              | Filipiny                      |
| 2012 | Filipiny                     | Mahram Tehran                 | UPG                           |
| 2013 | Iran                         | Chińskie Tajpej               | Korea Południowa              |
| 2014 | Ulsan Mobis Phoebus          | Chińskie Tajpej A (Niebiescy) | Egipt                         |
| 2015 | Iran                         | Filipiny                      | Chińskie Tajpej A (Niebiescy) |

### Bilans medalistów według krajów
| Kraj              | Złoto | Srebro | Brąz | Razem |
| ----------------- | ----- | ------ | ---- | ----- |
| Stany Zjednoczone | 15    | 5      | 6    | 26    |
| Iran              | 5     | 1      | 0    | 6     |
| Filipiny          | 4     | 1      | 3    | 8     |
| Chińskie Tajpej   | 2     | 8      | 4    | 14    |
| Korea Południowa  | 2     | 5      | 4    | 11    |
| Jordania          | 2     | 1      | 0    | 3     |
| Kanada            | 1     | 4      | 0    | 5     |
| Australia         | 1     | 1      | 2    | 4     |
| Szwecja           | 1     | 1      | 1    | 3     |
| Nowa Zelandia     | 1     | 0      | 1    | 2     |
| Meksyk            | 1     | 0      | 0    | 1     |
| RFN               | 1     | 0      | 0    | 1     |
| Liban             | 0     | 2      | 1    | 3     |
| Rosja             | 0     | 1      | 1    | 2     |
| Czechosłowacja    | 0     | 1      | 0    | 1     |
| Litwa             | 0     | 1      | 0    | 1     |
| Polska            | 0     | 1      | 0    | 1     |
| Szkocja           | 0     | 1      | 0    | 1     |
| ZSRR              | 0     | 1      | 0    | 1     |
| Słowacja          | 0     | 1      | 0    | 1     |
| Japonia           | 0     | 0      | 3    | 3     |
| Francja           | 0     | 0      | 2    | 2     |
| Egipt             | 0     | 0      | 1    | 1     |
| Węgry             | 0     | 0      | 1    | 1     |
| Włochy            | 0     | 0      | 1    | 1     |
| Holandia          | 0     | 0      | 1    | 1     |
| Panama            | 0     | 0      | 1    | 1     |
| Katar             | 0     | 0      | 1    | 1     |
| Ukraina           | 0     | 0      | 1    | 1     |

### Nagrody
MVP
- 2016 – Dewarick Spencer (USA)
- 2015 – Hamed Haddadi (Iran)
- 2014 – Ricardo Ratliffe (USA)
- 2013 – Hamed Haddadi (Iran)
- 2012 – LA Tenorio (Filipiny)
- 2011 – bd
- 2010 – Samad Nikkhah Bahrami (Iran)
- 2009 – bd
- 2008 – bd
- 2007 – Rashiem Wright (Jordania)
- 2006 – bd
- 2005 – bd
- 2004 – bd
- 2003 – bd
- 2002 – Butch Hays (Australia)
- 2001 – Chen Chih-chung (Tajwan)
- 2000 – Tony Rampton (Nowa Zelandia)

### Statystyki
| Liderzy strzelców - 2015 – Kevin Braswell (USA) – 20 - 2014 – Ricardo Ratliffe (Korea) – 24,8 - 2007 – El Cheikh Fadi El Khatib (Liban) – 23,9 - 2002 – Takahiro Kita (Japonia) | Liderzy w zbiórkach - 2015 – Calvin Warner (USA) – 14,4 - 2014 – Ricardo Ratliffe (Korea) – 15,6 - 2007 – Anton Ponomarew (Kazachstan) – 9,7 - 2002 – Nick Maglisceau (Kanada) | Liderzy w asystach - 2015 – Tae-Sool Kim (Korea) – 5,5 - 2014 – Farid Haghayegh (Iran) – 3,2 - 2007 – Yang Dong-guen (Korea) – 5,9 |

| Liderzy w przechwytach - 2015 – Kevin Braswell (USA) – 2,8 - 2007 – Hamed Afagh Eslamieh (Iran) – 1,9 | Liderzy w blokach - 2015 – Jong-Hyun LEE (Korea) – 2,4 - 2007 – Kim Joo-sung (Korea) – 2 |

## Turniej kobiet

### Medalistki
| Rok  | Mistrz                       | Wicemistrz                   | 3. miejsce              |
| ---- | ---------------------------- | ---------------------------- | ----------------------- |
| 1977 | Korean All-Stars             | Cathay Life                  | Christa Dream           |
| 1978 | nie rozegrano                | nie rozegrano                | nie rozegrano           |
| 1979 | Stany Zjednoczone            | Korean All-Stars             | China Airlines          |
| 1980 | Korea Południowa             | Chińskie Tajpej              | Stany Zjednoczone       |
| 1981 | Korea Południowa             | Stany Zjednoczone            | Chińskie Tajpej         |
| 1982 | Kanada                       | Stany Zjednoczone            | Australia               |
| 1983 | Korea Południowa             | Włochy                       | Holandia                |
| 1984 | Stany Zjednoczone            | Brazylia                     | Włochy                  |
| 1985 | Stany Zjednoczone            | Kanada                       | Korea Południowa        |
| 1986 | nie rozegrano                | nie rozegrano                | nie rozegrano           |
| 1987 | Stany Zjednoczone            | Korea Południowa             | RFN                     |
| 1988 | Korea Południowa             | Stany Zjednoczone            | Chińskie Tajpej         |
| 1989 | nie rozegrano                | nie rozegrano                | nie rozegrano           |
| 1990 | Węgry                        | Chińskie Tajpej              | Brazylia                |
| 1991 | Korea Południowa             | Japonia                      | Stany Zjednoczone       |
| 1992 | American All-Stars           | Młodzieżowa Kadra Australii  | Japonia                 |
| 1993 | Cathay Life                  | Japonia                      | Stany Zjednoczone       |
| 1994 | Stany Zjednoczone            | Korea Południowa             | Al Hasa                 |
| 1995 | Cathay Life                  | Korea Południowa             | Stany Zjednoczone       |
| 1996 | Stany Zjednoczone            | Słowacja                     | Australia               |
| 1997 | Korea Południowa             | Stany Zjednoczone            | Cathay Life             |
| 1998 | Stany Zjednoczone            | Chińskie Tajpej              | Japonia                 |
| 1999 | Chińskie Tajpej              | Nowa Zelandia                | Australia               |
| 2000 | Stany Zjednoczone            | Japonia                      | Chińskie Tajpej         |
| 2001 | nie rozegrano                | nie rozegrano                | nie rozegrano           |
| 2002 | Rosja                        | Chińskie Tajpej              | Japonia                 |
| 2003 | nie rozegrano                | nie rozegrano                | nie rozegrano           |
| 2004 | Chińskie Tajpej (Niebieskie) | Korea Południowa             | Chińskie Tajpej (Białe) |
| 2005 | Chińskie Tajpej              | Nowa Zelandia                | Zhejiang Huadong        |
| 2006 | Japonia                      | Chińskie Tajpej              | Włochy                  |
| 2007 | Australia                    | Chińskie Tajpej (Niebieskie) | Stany Zjednoczone       |
| 2008 | Chińskie Tajpej              | Australia                    | Korea Południowa        |
| 2009 | Korea Południowa             | Chińskie Tajpej              | Japonia                 |
| 2010 | Korea Południowa             | Chińskie Tajpej              | University All-Stars    |
| 2011 | Chińskie Tajpej              | Japonia                      | Uniwersytet Tajpej      |
| 2012 | Cathay Life                  | Chunghwa Telecom             | Japonia                 |
| 2013 | Korea Południowa             | Japonia                      | Chińskie Tajpej         |
| 2014 | Kanada                       | DENSO Iris                   | Korea Południowa        |
| 2015 | Korea Południowa             | Kadra Japonii B              | Chińskie Tajpej A       |

### Bilans medalistek według kraju
| Kraj              | Złoto | Srebro | Brąz | Razem |
| ----------------- | ----- | ------ | ---- | ----- |
| Korea Południowa  | 11    | 5      | 3    | 19    |
| Stany Zjednoczone | 9     | 4      | 5    | 18    |
| Chińskie Tajpej   | 8     | 10     | 10   | 28    |
| Kanada            | 2     | 1      | 0    | 3     |
| Japonia           | 1     | 7      | 5    | 13    |
| Australia         | 1     | 2      | 3    | 6     |
| Rosja             | 1     | 0      | 0    | 1     |
| Węgry             | 1     | 0      | 0    | 1     |
| Nowa Zelandia     | 0     | 2      | 0    | 2     |
| Włochy            | 0     | 1      | 2    | 3     |
| Brazylia          | 0     | 1      | 1    | 2     |
| Słowacja          | 0     | 1      | 0    | 1     |
| RFN               | 0     | 0      | 1    | 1     |
| Chiny             | 0     | 0      | 1    | 1     |
| Kazachstan        | 0     | 0      | 1    | 1     |
| Holandia          | 0     | 0      | 1    | 1     |
| Francja           | 0     | 0      | 1    | 1     |